# Honorowy Złoty Niedźwiedź
Honorowy Złoty Niedźwiedź (niem. Goldener Ehrenbär) – nagroda filmowa za całokształt twórczości, przyznawana corocznie wybitnym artystom światowego kina na MFF w Berlinie. Nagroda została ustanowiona w 1982. Zazwyczaj laureatowi nagrody towarzyszy w czasie festiwalu specjalna retrospektywa jego twórczości.
Jak dotychczas jedynym polskim laureatem Honorowego Złotego Niedźwiedzia za całokształt pracy artystycznej pozostaje Andrzej Wajda.

## Laureaci[1]
| Rok  | Laureat                            | Kraj pochodzenia                      |
| ---- | ---------------------------------- | ------------------------------------- |
| 1982 | James Stewart                      | Stany Zjednoczone                     |
| 1988 | Alec Guinness                      | Wielka Brytania                       |
| 1989 | Dustin Hoffman                     | Stany Zjednoczone                     |
| 1990 | Oliver Stone                       | Stany Zjednoczone                     |
| 1993 | Gregory Peck Billy Wilder          | Stany Zjednoczone · Stany Zjednoczone |
| 1994 | Sophia Loren                       | Włochy                                |
| 1995 | Alain Delon                        | Francja                               |
| 1996 | Elia Kazan Jack Lemmon             | Stany Zjednoczone · Stany Zjednoczone |
| 1997 | Kim Novak                          | Stany Zjednoczone                     |
| 1998 | Catherine Deneuve                  | Francja                               |
| 1999 | Shirley MacLaine                   | Stany Zjednoczone                     |
| 2000 | Jeanne Moreau                      | Francja                               |
| 2001 | Kirk Douglas                       | Stany Zjednoczone                     |
| 2002 | Robert Altman Claudia Cardinale    | Stany Zjednoczone · Włochy            |
| 2003 | Anouk Aimée                        | Francja                               |
| 2004 | Fernando Solanas                   | Argentyna                             |
| 2005 | Fernando Fernán Gómez Im Kwon-taek | Hiszpania · Korea Południowa          |
| 2006 | Ian McKellen Andrzej Wajda         | Wielka Brytania · Polska              |
| 2007 | Arthur Penn                        | Stany Zjednoczone                     |
| 2008 | Francesco Rosi                     | Włochy                                |
| 2009 | Maurice Jarre                      | Francja                               |
| 2010 | Wolfgang Kohlhaase Hanna Schygulla | Niemcy · Niemcy                       |
| 2011 | Armin Mueller-Stahl                | Niemcy                                |
| 2012 | Meryl Streep                       | Stany Zjednoczone                     |
| 2013 | Claude Lanzmann                    | Francja                               |
| 2014 | Ken Loach                          | Wielka Brytania                       |
| 2015 | Wim Wenders                        | Niemcy                                |
| 2016 | Michael Ballhaus                   | Niemcy                                |
| 2017 | Milena Canonero                    | Włochy                                |
| 2018 | Willem Dafoe                       | Stany Zjednoczone                     |
| 2019 | Charlotte Rampling                 | Wielka Brytania                       |
| 2020 | Helen Mirren                       | Wielka Brytania                       |
| 2021 | Nagrody nie przyznano.             | Nagrody nie przyznano.                |
| 2022 | Isabelle Huppert                   | Francja                               |
| 2023 | Steven Spielberg                   | Stany Zjednoczone                     |
| 2024 | Martin Scorsese                    | Stany Zjednoczone                     |
| 2025 | Tilda Swinton                      | Wielka Brytania                       |